# AÓ Plataniá
Az AÓ Plataniá (görögül: Αθλητικός Όμιλος Πλατανιά, magyar átírásban: Athlitikosz Ómilosz Plataniá) görög labdarúgócsapat melynek székhelye Plataniá városában, Kréta szigetén található. Jelenleg a görög élvonalban szerepel. 
Hazai mérkőzéseiket a 4000 fő befogadására alkalmas Perivolia Municipal Stadionban játsszák.

## Történelem
A klubot 1931-ben alapították. A görög első osztályban először 1970-ben szerepeltek.
A 2011–2012-es szezon végén az 5. helyen zártak a másodosztályban, így részt vehettek a rájátszásban. Itt az első helyet megszerezve feljutottak az első osztályba.

## Külső hivatkozások
- Hivatalos honlap (görögül)
- Adatlapja az uefa.com-on (angolul)
- Legutóbbi eredményei a soccerway.com-on (angolul)